# HODU&Uエンターテインメント
HODU&Uエンターテインメント（ホドゥアンドユーエンターテインメント、朝: 호두앤유엔터테인먼트、英: HODU&U Entertainment）は、韓国の芸能事務所。主に俳優のマネジメントを行っている。

## 所属
- キム・ドンヨン（朝鮮語版）
- キム・ヘス
- キム・ヒョンス（朝鮮語版）
- シン・ハギュン
- ヨム・ジユン（朝鮮語版）
- オ・リュン（朝鮮語版）
- イ・ソンギュン
- イ・ソンミン
- イ・スギョン
- チョン・ヘジン（朝鮮語版）
- チェ・ドクムン（朝鮮語版）
- チャ・ ソヌ（B1A4・バロ）
- ユン・サンヒョン

## 過去の所属俳優
- ユン・ジェムン
- オム・ヒョンギョン
- クォン・ダヒョン
- キム・ゴウン
- キム・テホ
- ソン・ガンホ